# Politikai pártok Etiópiában
Etiópiában az 1995-ös választások óta az országban több párt működik legálisan.
Az országot jelenleg a marxista, szocialista, autonomista elveket valló EPRDF (Ethiopian People's Revolutionary Democratic Front: Etióp Népi Forradalmi Demokratikus Front) nevű pártszövetség vezeti, amelynek tagjai:
- TPLF (Tigrayan People's Liberation Front – Tigré Népi Felszabadító Front) (legbefolyásosabb)
- OPDO (Oromo Peoples' Democratic Organization – Oromo Népi Demokratikus Mozgalom) (legnagyobb bázisú),
- ANDM (Amhara National Democratic Movement - Amhara Nemzeti Demokratikus Mozgalom),
- SEPDM (Southern Ethiopian People's Democratic Movement – Dél-etiópiai Népi Demokratikus Mozgalom)

Egyéb pártok (a 2015-ös választásokat követően egyetlen képviselőjük sincs a parlamentben):
- AAPO – All Amhara People’s Organization
- AEUP – All Ethiopia Unity Party
- ANDO – Argoba National Democratic Organization
- ANDP – Afar National Democratic Party
- BGPDUF – Benishangul-Gumuz People's Democratic Unity Front
- EDL – Ethiopian Democratic League
- EDUP – Ethiopian Democratic Unity Party
- EPRP – Ethiopian People's Revolutionary Party - Etióp Népi Forradalmi Párt
- ESFDP – Ethiopian Social Democratic Federal Party
- GPDM – Gambela People's Democratic Movement
- HNL – Harari National League
- MEISON – All Ethiopian Socialist Movement
- OFDM – Oromo Federalist Democratic Movement
- ONC – Oromo National Congress
- RE: MDSJ – Rainbow Ethiopia: Movement for Democracy and Social Justice
- SEPDC – Southern Ethiopia People’s Democratic Coalition
- SMPDUO – Sheko and Mezenger People’s Democratic Unity Organization
- SPDP – Somali People’s Democratic Party
- UEDP – Medhin – United Ethiopia Democratic Party-Medhin
- WPE – Worker’s Party of Ethiopia